# Hiperbolično število
Hiperbolično število (tudi kompleksno število hiperboličnega tipa ali razcepljeno kompleksno število) je v abstraktni algebri dvorazsežna komutativna algebra nad realnimi števili, ki se razlikujejo od kompleksnih števil. Vsako hiperbolično število lahko zapišemo v obliki
{\displaystyle x+yj\,}
kjer je
- {\displaystyle x\,} realno število
- {\displaystyle y\,} realno število
- {\displaystyle j\,} število podobno imaginarni enoti, razen, da zanj velja

{\displaystyle j^{2}=1\,} tako, da pri tem upoštevamo samo nerealne korene.

## Značilnosti
Seštevanje je definirano kot 
{\displaystyle (x+jy)+(u+jv)=(x+u)+j(y+v)\,}
Množenje pa je definirano z 
{\displaystyle (x+jy)(u+jv)=(xu+yv)+j(xv+yu)\,}
Velja tudi zakon komutativnosti, asociativnosti in distributivnosti. 

## Konjugirano število
Podobno kot pri običajnih kompleksnih številih je tudi za hiperbolično števil {\displaystyle z=x+jy\,} konjugirano število določeno kot 
{\displaystyle z=x^{*}-jy\,}.
Konjugirana vrednost zadošča podobnim značilnostim kot običajna kompleksna števila:
{\displaystyle (z+w)^{*}=z^{*}+w^{*}\,}
{\displaystyle (zw)^{*}=z^{*}w^{*}\,}
{\displaystyle (z^{*})^{*}=z\,}
Velja pa tudi
{\displaystyle (zw)^{*}=|z||w|\,}.

## Geometrija
Množica točk {\displaystyle z\,} za katere velja 
{\displaystyle z:\lVert z\rVert =a^{2}\,} je hiperbola za vse {\displaystyle {a}} iz {\displaystyle \mathbb {R} }, ki so različni od nič. Hiperbola je sestavljena iz dveh vej, ki gresta skozi točki   {\displaystyle (a,0)} in {\displaystyle (-a,0)}. Kadar je {\displaystyle a=1} dobimo enotsko hiperbolo. Konjugirana hiperbola pa je določena z 
{\displaystyle \{z:\lVert z\rVert =-a^{2}\}}

## Matrična predstavitev
Hiperbolična števila se zelo lepo prikažejo tudi z matriko. Hiperbolično število {\displaystyle z=x+j.y=1.x+j.y\,} lahko prikažemo kot matriko
{\displaystyle z\mapsto {\begin{bmatrix}x&y\\y&x\end{bmatrix}}.},
ker je
{\displaystyle 1\mapsto {\begin{bmatrix}1&0\\0&1\end{bmatrix}}}
in
{\displaystyle j\mapsto {\begin{bmatrix}0&1\\1&0\end{bmatrix}}}.
Eulerjeva formula, ki velja za hiperbolična kompleksna števila ima obliko:
{\displaystyle \exp(j\theta )=\cosh(\theta )+j\sinh(\theta ).\,}.

## Absolutna vrednost
Absolutna vrednost hiperboličnega kompleksnega števila {\displaystyle z=x+jy\,} je enaka 
{\displaystyle \vert z\vert =z.z^{*}=z^{*}.z=x^{2}-y^{2}\,}.

## Zgodovina
Uporaba razcepljenih kompleksnih števil se je pričela že v letu 1848, ko je angleški odvetnik in matematik James Cockle (1819 – 1895) odkril tesarine. Angleški matematik in filozof William Kingdom Clifford (1845 - 1879) je uporabil razcepljena kompleksna števila za prikaz vsote spinov. Clifford je pričel z uporabo razcepljenih kompleksnih števil kot koeficientov v kvaternionski algebri, ki jih sedaj imenujemo razcepljeni bikvaternioni. Clifford jih je imenoval motorji (predstavljajo vrtenje in premik- translacijo) v skladu z rotorji (predstavljajo vrtenje), ki pa se izvajajo nad običajnimi kompleksnimi števili (iz krožne grupe)  

## Sopomenke
Za hiperbolična števila se uporabljajo različna imena (sinonimi). Najbolj pogosta so
- (realna) tesarina
- (algebrajski) motor
- hiperbolično kompleksno število
- birealno število
- hiperbolično število iz Muséjevih hiperštevil
- dualno število
- nenormalno kompleksno število
- perpleksno število
- Lorentzovo število
- razcepljeno kompleksno število
- prostorsko-časovno število
- dvokompleksno število